# Краснохохлый колобус
Краснохохлый колобус (лат. Piliocolobus tholloni) — вид обезьян семейства мартышковых отряда приматов, один из видов рода Красные колобусы.

## Классификация
Ранее считался подвидом Piliocolobus pennantii, был поднят до ранга вида в 2005 году. Некоторые приматологи считают краснохохлого колобуса подвидом Piliocolobus rufomitratus.

## Описание
Череп длинный и узкий, зубы небольшие, челюсть выступает. Шерсть на обеих сторонах крестца длинная. Лицо синевато-серого цвета, веки и губы бледные. На лице выделяются тёмные брови и красно-коричневые бакенбарды. Макушка коричневая, спина оранжево-коричневая, иногда с чёрными вкраплениями на загривке и верхней части спины. Брюхо и грудь кремово-белые. Задние конечности красновато-коричневые, более светлые, чем передние конечности. Ладони и ступни чёрные. Присутствует седалищная мозоль розового или серого цвета.

## Распространение
Встречаются в центральной части Африки в Демократической Республике Конго и на юге Республики Конго. Ареал расположен к югу от реки Конго и к западу от реки Ломами.

## Статус популяции
Международный союз охраны природы присвоил этому виду охранный статус «Близок к уязвимому». По оценкам 2008 года численность популяции сократилась на 20—25 % за три поколения в основном из-за охоты ради мяса.